# Милутин Морача
Милутин Морача (Стекеровци, код Гламоча, 7. јул 1914 — Београд, 17. децембар 2003) био је учесник Народноослободилачке борбе, генерал-пуковник ЈНА, друштвено-политички радник СФРЈ и СР Босне и Херцеговине и народни херој Југославије.

## Биографија
Рођен је 7. јула 1914. године у селу Стекеровци, код Гламоча. Потиче из сиромашне сељачке породице, која се 1925. преселила у село Жедник код Суботице, где је његов отац, као југословенски добровољац у Првом светском рату, добио земљу.
Гимназију и Правни факултет завршио је у Суботици. Као студент, приступио је револуционарном студентском покрету. Учествовао је у раду студентског удружења „Светлост“, као и у демонстрацијама и другим политичким акцијама на факултету и у Суботици. Припадао је малој групи студената која се ангажовала у ширењу револуционарних идеја у селима северне Бачке.
Године 1936. примљен је у чланство Комунистичке партије Југославије (КПЈ), и постао члан прве партијске организације у Жеднику. У то време највише је радио на окупљању ђачке и сеоске омладине у Жеднику и другим селима, и у стварању организација Савеза комунистичке омладине Југославије (СКОЈ). Од тада је био један од најистакнутијих партијских активиста у овом делу Војводине. Био је иницијатор стварања Културне задруге војвођанских насељеника „Препород“, која је имала своју организацију у многим селима Бачке. Радио је и на окупљању пољопривредних радника и организовању њихових штрајкачких и других акција. Као истакнути партијски активист, 1939. године изабран је за члана Окружног комитета КПЈ за северну Бачку. Године 1936, као војни обвезник, завршио је Школу резервних официра. Дана 1. децембра 1937. године, унапређен у чин резервног пешадијског потпоручника.

### Народноослободилачка борба
У Априлском рату, 1941. године, као официр Југословенске војске, био је заробљен и упућен у заробљенички логор у Мађарској. Када је обавештен да Мађарска, на захтев владе Независне Државе Хрватске, ослобађа све заробљенике с њене територије, међу заробљеним официрима се залагао да се та могућност искористи. Тако је и сам, у првој половини јуна 1941. године, дошао у Дрвар, родно место свога оца. Ту се повезао с месном организацијом КП Југославије и укључио у рад на припремама за оружану борбу. Као резервни официр, посебно је био ангажован у организовању војних припрема.
Формирањем Штаба герилских одреда за Босанско Грахово и околину, одлуком Среског комитета КПЈ постао је члан тог Штаба. У том својству, израдио је план прве устаничке акције у Босни и Херцеговини - напада на Дрвар, Босанско Грахово и Оштрељ, који је 27. јула 1941. године успешно изведен.
У току лета 1941. године, командовао је Дрварско-петровачким батаљоном „Слобода“, који је водио многе успешне борбе против окупатора. Јединице овог батаљона су у вишедневним борбама разбиле усташко-домобранску офанзиву на ослобођену територију Дрвара. Посебно је радио на учвршћивању партизанских јединица и њиховом обучавању у духу тактике партизанског ратовања.
Командовао је Дрварским партизанским батаљоном у борбама против Италијанских снага у зиму и пролеће 1942. године, које су се завршиле победом и ослобођењем Дрвара. Тада је примио дужност заменика команданта, а нешто касније и команданта Петог крајишког партизанског одреда, с којим је извео више успешних акција, међу којима и напад на Гламоч. Од јединица овог Одреда, почетком септембра 1942. године, по одлуци Врховног штаба НОП и ДВЈ, формирана је Четврта крајишка ударна бригада, а Милутин именован за њеног првог команданта.
Предводио је бригаду у више борби у току јесени 1942. године - у нападу на Сански Мост, у борбама с Немцима и четницима на правцу Бања Лука-Кључ, с Италијанским и четничким снагама око Босанског Грахова и др. Бригада се посебно истакла у одбрамбеним борбама на правцу Сански Мост-Босански Петровац у Четвртој непријатељској офанзиви, крајем јануара и почетком фебруара 1943. године, успешно спречавајући продор надмоћних немачких снага.
Маја 1943. године, Морача је постављен за команданта Пете крајишке дивизије, с којом је постигао многе успехе. У периоду од маја до јула 1943. године руководио је продором дивизије из централне и источне Босне. Од више успешно изведених борбених акција у току тог марш-маневра, посебно је значајан напад на комуникацији Сарајево-Славонски Брод, када је дивизија заузела рудник Какањ, и рушењем више мостова и железничких станица за дуже време онемогућила саобраћај на овој прузи.
У октобру 1943. године, по плану Врховног штаба за преношење операција у Србију, Врховни командант НОВ и ПОЈ Јосип Броз Тито је поверио Петој крајишкој дивизији веома одговоран и сложен борбени задатак - да из централне Босне продре у Санџак и одакле борбено делује на територији Србије. Дивизија је успешно продрла у Санџак, а затим ослободила Рудо, Прибој, Вишеград и друга места и разбила знатне четничке снаге. Од почетка децембра 1943, до средине јануара 1944. године, Морача је руководио одбрамбеним борбама дивизије у току немачких офанзивних операција у Санџаку и источној Босни.
У време непосредних припрема за операције, чији је циљ био ослобођење Србије, Морачи је Врховни командант, у другој половини марта 1944. године, поверио команду над Оперативном групом Друге пролетерске и Пете крајишке дивизије, са задатком да почне продор у Србију. У периоду од марта до маја 1944. године командује радом ове Групе. Њени продори најпре у долину реке Ибра, а потом кроз западну Србију до Ваљева, били су у центру пажње команданта њемачких трупа у Србији и четничке Врховне команде, који су настојали да, ангажовањем свих снага, спрече продор Групе дивизија и њено спајање са снагама НОВ и ПОЈ на југу Србије и у Шумадији. За успешно форсирање Лима, Врховни командант НОВ и ПОЈ маршал Југославије Јосип Броз Тито је похвалио Пету крајишку ударну дивизију.
У другој половини јула 1944. године, Морача је командовао Петом дивизијом у току немачке офанзиве у Црној Гори, када су у противудару групе дивизије НОВЈ, у рејону Чакора и Андријевице, разбијене знатне немачке снаге, а потом води дивизију у наступном маршу ка југу Србије, у извођењу сложене операције форсирања Ибра, и у борбама на Копаонику против главнине четничких снага.
Касније је учествовао у извођењу продора из Топлице у Шумадију, и у тешким борбама с немачким снагама у рејону Топола-Аранђеловац, које су по сваку цену браниле магистралу Београд-Скопље којом су се немачке снаге повлачиле из Грчке. Потом је с дивизијом учествовао у операцији за ослобођење Београда, октобра 1944. године. Када је јануара 1945. године формирана Прва армија НОВЈ, постављен је за начелника њеног Штаба, а приликом пробоја Сремског фронта, непосредно је командовао Северном групом дивизија.

### Послератни период
После ослобођења, 1948. године, завршио је Вишу војну академију „Ворошилов“ у Совјетском Савезу, а потом обављао високе дужности у Југословенској народној армији: 
- заменик начелника Генералштаба ЈНА,
- заменик начелника Више војне академије ЈНА,
- начелник Прве и Четврте управе Генералштаба и
- командант Армијске области.

Од 1963. до 1967. године био је члан Савезног извршног већа (СИВ). Потом је био члан Савезне конференције Социјалистичког савеза радног народа Југославије (ССРНЈ), члан Централног комитета Савеза комуниста Босне и Херцеговине (ЦК СК БиХ) и члан Опуномоћства ЦК СКЈ за ЈНА за подручје Седме армијске области. Био је и председник Савеза резервних војних старешина Југославије. Више пута је биран за народног посланика Републичке скупштине Босне и Херцеговине и Савезне скупштине, а биран је и за члана Савета федерације.
Написао је више текстова и расправа из области војне вештине и историје Народноослободилачког рата. Године 1962. објавио је књигу Ратни дневник, а касније и књигу Пета крајишка дивизија.
Његов рођени брат, такође учесник Народноослободилачког рата, био историчар Перо Морача.
Преминуо је 17. децембра 2003. у Београду и сахрањен је у Алеји народних хероја на Новом гробљу.
Носилац је Партизанске споменице 1941. и других југословенских одликовања, међу којима су Орден ратне заставе и Орден партизанске звезде за златним венцем. Орденом народног хероја одликован је 20. децембра 1951. године.